# Suma exponencial
En matemática, una suma exponencial puede ser una serie de Fourier finita (p.e. un polinomio trigonométrico), u otro tipo de suma finita formada mediante el uso de la función exponencial, generalmente expresada en términos de la función
{\displaystyle e(x)=\exp(2\pi ix).\,}
Por lo tanto, una suma exponencial típica puede tomar la forma
{\displaystyle \sum e(x_{n}),}
sumada sobre una sucesión finita de números reales xn.

## Formulación
Si se permiten unos coeficientes reales an, para obtener la fórmula
{\displaystyle \sum a_{n}e(x_{n})}
esto es lo mismo que permitir exponentes que son números complejos. Ambas formas son ciertamente útiles en aplicaciones. Gran parte de la teoría analítica de números del siglo XX fue dedicada a encontrar buenas estimaciones para esas sumas, una tendencia iniciada por el trabajo básico de Hermann Weyl en aproximación diofántica.

## Ejemplo: la suma cuadrática de Gauss
Sea p un número primo impar y sea {\displaystyle \xi =e^{2\pi i/p}}. Entonces la suma de Gauss está dada por
{\displaystyle \sum _{n=0}^{p-1}\xi ^{n^{2}}={\begin{cases}{\sqrt {p}},&p\equiv 1\mod 4\\i{\sqrt {p}},&p\equiv 3\mod 4\end{cases}}}
Donde las raíces cuadradas son tomadas como positivas.
Este es el grado ideal de cancelación que se podría encontrar a priori, sin ningún tipo de conocimiento de la estructura de la suma, puesto que coincide con el escalado de un camino aleatorio.